# اتحاد جماهیر شوروی در جنگ جهانی دوم
اتحاد جماهیر شوروی در جنگ جهانی دوم پس از اینکه بریتانیا، فرانسه و ایتالیا در ۳۰ سپتامبر ۱۹۳۸ توافقنامه مونیخ را با آلمان نازی امضا کردند، که «به‌رغم وجود قرارداد اتحاد ۱۹۲۴ و پیمان نظامی ۱۹۲۵ بین فرانسه و جمهوری چکسلواکی، که به‌عنوان خیانت مونیخ نیز شناخته می‌شود»، تقریباً یک سال بعد، اتحاد جماهیر شوروی در ۲۳ اوت ۱۹۳۹ پیمان عدم تجاوز را با آلمان نازی امضا کرد. علاوه بر شرط عدم تجاوز، این معاهده شامل یک پروتکل مخفی بود که سرزمین‌های رومانی، لهستان، لیتوانی، لتونی و استونی را تقسیم می‌کرد. و فنلاند به «منطقه نفوذ» آلمان و اتحاد جماهیر شوروی تبدیل شدند، که «بازآرایی‌های سیاسی و سرزمینی» احتمالی این کشورها را پیش‌بینی می‌کرد. در اکتبر و نوامبر ۱۹۴۰، مذاکرات محور شوروی و آلمان در مورد پتانسیل پیوستن به نیروهای محور در برلین انجام شد، زیرا هدف ایدئولوژیک هیتلر در مورد طرح جامع برای شرق سیاست لبنسراوم در شرق بود.